# Macroclinium manabinum
Macroclinium  manabium es una de las siete especies del género Macroclinium que figuran en la lista de las Plantas Vasculares del Ecuador. 

## Distribución
Es una planta epífita, endémica de todas las provincias de la costa del Ecuador. Su hábitat son los bosques cubiertos en las colinas de la costa entre los 0 y 500 m s. n. m. .

## Características
No tiene pseudobulbos. Varias hojas dísticas dispuesta en forma de abanico. Inflorescencia alargada con flores en capullo de color rosado. Es una hermosa orquídea miniatura. Las hojas son dísticas, de color rojo-verde, de 7 a 10, de forma oblicua-elíptica, curvadas y algo-falcadas, agudas, muy conduplicadas  que lleva vainas y flores en el invierno y la primavera en una inflorescencia de 7,5 cm de largo, con 11 a 17  flores.

## Cultivo
Su cultivo es un poco complicado. Se la puede colocar en forma epífita en corteza y cuidarla del exceso de humedad, lo que terminaría en podrirla.

## Taxonomía
Macroclinium  manabium fue descrita por el Dr. Calaway H. Dodson,  y publicado en Selbyana 7(2–4): 355. 1984.
Etimología
Macroclinium: nombre genérico que es una referencia a la gran extensión de la columna de sus flores.
manabinum: epíteto geográfico que alude a su lo calización en la "Provincia de Manabi"
Sinonimia
- Notylia manabina Dodson basónimo[4][5]